# Шулеви къщи
Шулевите къщи са Възрожденски ансамбъл от две автентични къщи, които са сред символите на характерния архитектурен стил в района на град Копривщица.
Двата градежа са обединени в единен комплекс с прилежащия към тях просторен двор. Старинният дървен бешик (люлка), каменните пещи и типичния за епохата чардак допълват обстановката. Главната къща има три просторни соби, предназначени за спане и една по-малка одая. Две от двойните стаи са съединени с кьошкове, които са изключително характерни за жилищното строителство на заможните копривщенци през 19-ти век. Втората къща от Шулевите къщи в Копривщица се състои от одая и още едно помещение.
Шулевите къщи, в чийто ограден зид е вградена Керековата чешма е елемент от образувания своеобразен архитектурен ансамбъл заедно с Керековия мост. Двете къщи се намират на улица „Петко Кълев“ № 1 и са семеен хотел.
Вдясно от Шулевите къщи се е намирала родната къща на Адам Нейчев и неговият син Искро Нейчев, учител по ботаника. Адам Нейчев е депутат в Народното събрание, копривщенски краевед и историограф. Къщата е строена от Нейчо Нейчев, пришелец от Пирдоп.